# Flabellifrontipoda reductipalpa
Flabellifrontipoda reductipalpa är en kvalsterart som beskrevs av Cook 1983. Flabellifrontipoda reductipalpa ingår i släktet Flabellifrontipoda och familjen Oxidae. Inga underarter finns listade i Catalogue of Life.